# Діначал
Діначал (перс. ديناچال) — село в Ірані, у дегестані Діначал, у бахші Паре-Сар, шагрестані Резваншагр остану Ґілян. За даними перепису 2006 року, його населення становило 452 особи, що проживали у складі 111 сімей.

## Клімат
Середня річна температура становить 13,63 °C, середня максимальна – 27,82 °C, а середня мінімальна – -0,38 °C. Середня річна кількість опадів – 680 мм.
| Клімат поселення                              | Клімат поселення | Клімат поселення | Клімат поселення | Клімат поселення | Клімат поселення | Клімат поселення | Клімат поселення | Клімат поселення | Клімат поселення | Клімат поселення | Клімат поселення | Клімат поселення | Клімат поселення |
| Показник                                      | Січ.             | Лют.             | Бер.             | Квіт.            | Трав.            | Черв.            | Лип.             | Серп.            | Вер.             | Жовт.            | Лист.            | Груд.            |                  |
| Середній максимум, °C                         | 11,50            | 10,84            | 12,14            | 15,97            | 20,50            | 26,04            | 27,82            | 27,66            | 22,78            | 20,00            | 15,52            | 11,87            |                  |
| Середня температура, °C                       | 5,89             | 5,23             | 6,52             | 10,35            | 14,90            | 20,41            | 23,56            | 23,42            | 18,54            | 15,78            | 11,30            | 7,64             |                  |
| Середній мінімум, °C                          | 0,28             | −0,38            | 0,92             | 4,74             | 9,28             | 14,82            | 19,35            | 19,18            | 14,32            | 11,55            | 7,08             | 3,42             |                  |
| Норма опадів, мм                              | 62               | 53               | 65               | 59               | 41               | 24               | 12               | 28               | 66               | 100              | 76               | 94               |                  |
| Середньомісячна швидкість вітру, м/с          | 2.23             | 2.40             | 2.40             | 2.38             | 2.22             | 2.32             | 2.57             | 2.31             | 1.99             | 2.00             | 2.01             | 1.92             |                  |
| Середньомісячна сонячна радіація, кДж/м²·день | 6926             | 9234             | 11323            | 15823            | 19830            | 22536            | 23582            | 19884            | 16221            | 11088            | 8526             | 6599             |                  |
| --------------------------------------------- | ---------------- | ---------------- | ---------------- | ---------------- | ---------------- | ---------------- | ---------------- | ---------------- | ---------------- | ---------------- | ---------------- | ---------------- | ---------------- |
| Джерело:                                      |                  |                  |                  |                  |                  |                  |                  |                  |                  |                  |                  |                  |                  |